# Daniel Doujet
Daniel Le Doujet (né en 1956) est un enseignant et un écrivain breton de langue bretonne dans laquelle son nom devient Daniel an Doujet ou, plus récemment, Daniel Doujet. Il est professeur de langue bretonne à l'université Rennes 2.

Il a tenu une chronique en breton dans le quotidien "La Liberté du Morbihan", aujourd'hui disparu.
En 1978, comme instituteur libre, il prend la responsabilité de la nouvelle école maternelle associative en breton affiliée à Diwan dans la ville de Lorient (Morbihan).
Il soutient en 2001 une thèse sur Yves Louis Marie Combeau (1799-1870) qui est l'un des premiers journalistes professionnels en breton (1833, L'Ami du cultivateur - Mignon al Labourer), avant de devenir instituteur et de consacrer ses loisirs à la traduction des 12 livres des fables de La Fontaine.

Daniel Le Doujet a tiré en 2005 un livre de sa thèse et y a ajouté sa propre traduction en breton des 6 livres de fables disparus.

Il s'est fait aussi le spécialiste de l'écrivain et chroniqueur en breton et français, Job Jaffre (Joseph Marie Jaffré, 1906-1986, dont il avait pris la succession comme chroniqueur dans le quotidien disparu, La Liberté du Morbihan.
Daniel Le Doujet a fait paraître plusieurs nouvelles en breton dans les revues Al Liamm et "Al Lanv".

Son épouse, Anaig Lucas, est connue pour faire partie du groupe vocal féminin en breton "Loeroù ruz" (Bas rouges) qui a fait paraître quelques disques. Elle chante aussi en duo avec la harpiste Françoise Le Visage. 

## Publications
- Job Jaffre. Yann er Baluhen (Yann ar Baluc'henn). Dastum, 1986. Conte présenté par Daniel Le Doujet.
- Ur c'hi maget mat; Al Lanv; 2000;  (ISBN 2-9511721-3-3)
- Contribution dans Ar c'hoariva brezhoneg a-gozh hag a-nevez (Le théâtre en langue bretonne d'hier à aujourd'hui); Rennes, Moulladurioù Skol-Veur Roazhon, Presses universitaires de Rennes; 2003;  (ISBN 2-86847-909-X). Actes du colloque universitaire de Callac (Côtes-d'Armor)en 2001.
- Fablennoù Jean de La Fontaine; Al Lanv; 2005. Étude de la traduction des fables de Jean de La Fontaine, par Yves Louis Marie Combeau, édition des fables traduite par Y. L. M. Combeau augmentée de la traduction par Daniel Le Doujet des livres manquants.

## Patronyme
- Voir les statistiques Insee relatives au patronyme Le Doujet (fournies par le Géopatronyme).

## liens externes
- Ressource relative à la littérature :   - Projet de recherche en littérature de langue bretonne
- Notices d'autorité :   - VIAF
  - ISNI
  - BnF (données)
  - IdRef